# مصطفی سمیعی
مصطفی سمیعی دیپلمات ایرانی است که سفارت ایران را در شوروی، بلژیک و آرژانتین بر عهده داشته است. سمیعی در کابینهٔ تیمسار سپهبد فضل‌الله زاهدی معاونت وزارت امور خارجهٔ ایران را بر عهده داشت. سمیعی از طرف ایران عهدنامه مودت و روابط اقتصادی و حقوق کنسولی بین ایران و دول متحده آمریکا را امضا کرد.